# Streptocoque
Streptococcus
 (mai 2018).
Si vous disposez d'ouvrages ou d'articles de référence ou si vous connaissez des sites web de qualité traitant du thème abordé ici, merci de compléter l'article en donnant les références utiles à sa vérifiabilité et en les liant à la section « Notes et références ».
Genre
Les streptocoques (le genre Streptococcus) regroupent un vaste ensemble de bactéries ubiquitaires et qui comprend de nombreuses espèces. En raison de leur nombre, on distingue les espèces pathogènes des espèces commensales et saprophytes. Certaines d'entre elles sont étudiées pour leurs capacités tumoricides et envisagées pour des traitements contre le cancer.
Le genre Streptococcus est souvent associé au genre Leuconostoc car leurs caractéristiques sont très proches et difficilement différenciables encore aujourd’hui. 

## Étymologie
Le genre Streptococcus tire son nom du grec στρεπτος / streptos, « tourné, torsadé » et κοκκος / kokkos, « baie, graine »),.

## Écologie

### Les espèces commensales
Les streptocoques font partie de diverses flores commensales de l’homme et des animaux au niveau de la bouche et de l’oropharynx : Streptococcus salivarius, Streptococcus mitis, Streptococcus sanguis, Streptococcus milleri...
Les entérocoques, autrefois considérés comme des streptocoques, sont désormais classés comme un genre à part entière. Ils constituent 10 % de la flore aérobie de l’intestin.

### Les espèces pathogènes
Le pouvoir pathogène des Streptococcus se limite à certaines espèces et dépend énormément de cette dernière.
- Le Streptococcus pyogenes, ou streptocoque du groupe A de Lancefield, est à l’origine d'une forme minoritaire d’angines rouges (la majorité est d'origine virale), d’infections cutanées (impétigo), d’abcès, d’infections broncho-pulmonaires… Les angines à streptocoque A peuvent être associées à la scarlatine : elles peuvent également évoluer vers des complications comme le rhumatisme articulaire aigu (RAA) si la maladie n’a pas été traitée étant jeune.
- Le Streptococcus agalactiae, du groupe B de Lancefield, est responsable d’infections chez le nouveau-né (méningites, septicémies) et parfois d’infections vaginales et urinaires. En pathologie vétérinaire, Streptococcus agalactiae est reconnu responsable de mammites chez la vache et peut alors se retrouver dans le lait en quantité anormale.
- Le Streptococcus pneumoniae (ou pneumocoque) est un des principaux responsables de mortalité d’origine infectieuse dans les pays industrialisés. Il est aussi fréquemment responsable d’otites et de sinusites qui peuvent évoluer vers des formes de méningites purulentes. Le pneumocoque est particulièrement dangereux pour les personnes âgées, les nourrissons et nouveau-nés chez lesquels il provoque des infections broncho-pulmonaires débouchant sur des complications de la respiration parfois fatales.

Remarque :
Beaucoup d’individus sont « porteurs sains » et hébergent des streptocoques pathogènes sans présenter les signes de la maladie. Ainsi, près de 50 % des individus sont porteurs sains de Streptococcus pneumoniae dans leur rhinopharynx et 30 à 50 % des femmes sont porteuses de streptocoques du groupe B dans leur vagin.

## Caractères bactériologiques

### Caractères microscopiques
Les streptocoques sont des coques gram positifs de 0,5 à 1 µm de diamètre, présentant un groupement typique en diplocoques (deux coques) ou en chaînettes de longueur variable, immobiles, dépourvus de spores et rarement capsulés.
Les caractères microscopiques peuvent légèrement varier suivant les espèces et tout particulièrement Streptococcus pneumoniae qui se différencie par le regroupement en diplocoques capsulés.

### Caractères macroscopiques et de culture

#### Condition de culture
Aéro-anaérobie facultatifs (ou aérobie tolérants), les streptocoques se développent aussi bien en absence d’oxygène qu’avec. Ils sont en revanche sensibles aux conditions de culture, notamment de température et pH. Ils sont mésophiles et neutrophiles (ils sont très peu tolérants au milieu acide, en particulier).
Le genre Streptococcus étant très étendu il existe des exceptions. C’est le cas de Streptococcus thermophilus qui prolifère à des températures proches de 45 °C.
Ce sont des germes exigeants : ils demandent des milieux enrichis en nutriments. Toutefois ils se cultivent sur des milieux ordinaires mais s’y développe peu, excepté pour les streptocoques fécaux.

#### Milieux de culture

##### Milieux non sélectifs
- Bouillon glucosé tamponné ;
- Bouillon cœur-cervelle ;
- Bouillon Todd Hewitt ;
- Milieu Tryptone-sel ;
- Milieu Trypticase-soja ;
- Gélose Columbia au sang frais.

##### Milieux sélectifs
- Gélose au sang (sang de mouton + azide) ;
- Gélose Columbia + ANC (acide nalidixique et colimycine) ;
- Gélose BEA (bile-esculine-azide) sélectif des streptocoques du groupe D) ;
- Gélose Slanetz (mise en évidence des Streptococcus faecalis).

#### Caractéristiques de la culture
- Aspect en bouillon : trouble souvent peu homogène (présence de coagulats).
- Aspect sur gélose ordinaire : petites colonies translucides aux diamètres variables.
- Sur gélose au sang : la présence de colonies de certains streptocoques se traduit par un halo : c’est le caractère hémolytique (deux types : alpha : halo verdâtre parce qu'ils transforment l'hémoglobine en biliverdine et bêta : halo clair résultant de la lyse totale des globules rouges).

### Caractéristiques biochimiques
L’activité métabolique des streptocoques varie, mais toutes les espèces se caractérisent par l’absence de catalase et l’utilisation de la voie fermentaire pour la dégradation de certains glucides sans production de gaz.

#### Caractère antigénique
Le sérotypage a une importance capitale dans le classement des streptocoques, la plupart des antigènes recherchés sont des antigènes de paroi (notamment le polyoside C qui est l’antigène de groupe des streptocoques).
Mais des antigènes de capsule sont aussi recherchés principalement pour l’identification de Streptococcus pneumoniae.

## Groupement

### Les streptocoques groupables
Depuis les travaux de Rebecca Lancefield, les streptocoques groupables sont classés en dix-huit groupes antigéniques désignés par des lettres majuscules : de « A » à « H » et de « K » à « T » (certains groupes comportent une seule espèce).

### Les streptocoques non groupables
Ce classement comprend principalement :
- Les streptocoques commensaux de la flore oropharyngée,
- les streptocoques oraux (ou viridans), streptocoque alpha hémolytique.

Ils sont répartis en six sous-ensembles :
- groupe mitis (ou Or1) : Streptococcus mitis, Streptococcus gordoni, Streptococcus oralis, Streptococcus parasanguis, Streptococcus sanguis, ainsi que Streptococcus australis, Streptococcus crisatus, Streptococcus infantis, Streptococcus oligofermentans, Streptococcus peroris et Streptococcus sinensis[5].
- Les streptocoques déficients, groupe adjacens, defectivus (Or2) : (ex Streptococcus adjacens et Streptococcus defectivus) (ex Abiotrophia adiacens et Abiotrophia defectiva, 1995) Granulicatella adiacens et Abiotrophia defectiva[6] (voir aussi endocardite infectieuse).
- Les pneumocoques, groupe pneumoniae (Or3) : Streptococcus pneumoniae.
- groupe milleri (Or4) : Streptococcus milleri, Streptococcus anginosus, Streptococcus constellatus et Streptococcus intermedius.
- Les streptocoques mutants, groupe mutans (Or5).
- groupe salivarius (Or6) : Streptococcus salivarius, Streptococcus vestibularis et Streptococcus thermophilus.

### Streptocoques mutants
Ce sous-ensemble (Or5) du groupe des streptocoques oraux est dit « mutant » car leurs cellules bactériennes ont la capacité de perdre leur forme de coque en prenant souvent la forme de courts bâtonnets ou coccobacilles.
Elles sont généralement jugées responsables de la plaque dentaire. Ce sont les espèces :
- Streptococcus mutans
- Streptococcus cricetus
- Streptococcus dentapri
- Streptococcus dentirousetti
- Streptococcus devriesei
- Streptococcus downei
- Streptococcus ferus
- Streptococcus macacae
- Streptococcus orisratti
- Streptococcus orisuis
- Streptococcus ratti
- Streptococcus sanguinis
- Streptococcus sobrinus
- Streptococcus suis

## Autres espèces du genreStreptococcus
- Streptococcus agalactiae
- Streptococcus pyogenes
- Streptococcus uberis

Les anciens noms des streptocoques lactiques de Sherman (1937) ne désignent plus des espèces du genre Streptococcus, à savoir :
- Streptococcus lactis, renommé Lactococcus lactis sous-espèce lactis
- Streptococcus diacetylactis, renommé Lactococcus lactis sous-espèce lactis biovar. diacetylactis
- Streptococcus cremoris, renommé Lactococcus lactis sous-espèce cremor

## Streptocoques pathogènes chez l'humain

### Écologie, rôles pathogènes et épidémiologie

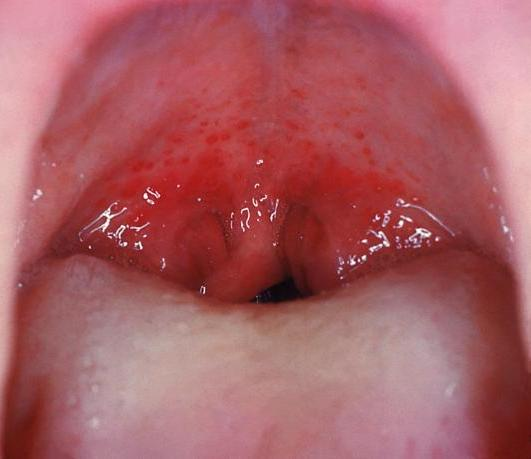
Pharyngite à streptocoques

Les streptocoques font partie de la flore commensale normale de la bouche et du rhinopharynx. Des variétés non pathogènes sont aussi répandues dans les produits laitiers et jouent des rôles importants dans l'industrie fromagère.
La première subdivision de cette espèce, dont existent d'innombrables variétés, est établie selon leur comportement sur la gélose au sang, qui permet de distinguer les streptocoques alpha-hémolytiques, bêta-hémolytiques et gamma-hémolytiques. En fait, seuls les bêta-hémolytiques constituent le groupe des streptocoques hémolytiques parce que leurs colonies sont entourées d'un halo clair résultant de la lyse totale des globules rouges sur un milieu au sang de mouton. Les streptocoques alpha-hémolytiques, transformant l'hémoglobine (Hb) en biliverdine, leurs colonies sont entourées d'un halo verdâtre, d'où leur nom courant de streptococcus viridans. Les streptocoques gamma-hémolytiques enfin ne produisent aucune modification et sont donc en réalité non hémolytiques.
Les streptocoques alpha et gamma-hémolytiques sont ceux que l'on trouve dans la bouche, l'arrière-nez et la gorge de tout le monde et sont donc des commensaux normaux. Si toutefois ils sont introduits dans le sang, ce qui est quasi inévitable lors des extractions dentaires et amygdalectomies, ils peuvent s'implanter au niveau des valvules cardiaques, surtout si celles-ci sont préalablement lésées (malformations congénitales du cœur ou séquelles de rhumatisme articulaire aigu (RAA)). C'est l'origine de l'endocardite subaiguë (maladie d'Osler). Certaines variétés de ces streptocoques buccaux interviennent dans la genèse des caries dentaires. Certaines variétés de streptocoques mutants (notamment Streptococcus mutans) transforment les sucres en dextranes, substances gélatineuses qui collent aux dents. Des bacilles lactiques, aussi commensaux normaux de la bouche, peuvent prospérer dans ce dextran et l'acidité qu'ils produisent attaque l'émail dentaire.
Les streptocoques bêta-hémolytiques ne sont pas présents en règle générale, mais de 5 à 10 % d'individus normaux, surtout chez les enfants, peuvent être porteurs de germes et le rester longtemps (plus ou moins deux ans), ce qui explique l'assez longue durée et la persistance des épidémies. Leur rôle pathogène consiste en des infections primaires et leurs complications éventuelles.

### Infections primaires

#### Angines
Ce sont de loin les plus fréquentes conséquences des streptocoques hémolytiques. Environ 45 % des angines rouges et pultacées sont dues à ces streptocoques (l'étiologie des autres angines est virale dans 45 % des cas, celle des 10 % restants est due à des germes divers: diphtérie, staphylocoques, haemophilus, association fuso-spirillaire de Vincent, monilias et mycoplasmas).

#### Infections cutanées
- L'érysipèle est une infection cutanée rapidement extensible, fébrile.
- Les cellulites sous-cutanées s'étendent le long des vaisseaux lymphatiques, au départ d'une plaie infectée.
- L'impétigo est une affection où le streptocoque est généralement associé à un staphylocoque, ce qui donne à cette infection un caractère purulent que n'ont pas les deux précédentes.

#### Lafièvre puerpérale
Aussi appelée endométrite de la femme en couches. À noter que le streptocoque du groupe B  est isolé de la flore vaginale chez 10 à 30 % des femmes saines (commensalisme), contrairement au streptocoque du groupe A. La majeure partie des fièvres puerpérales graves sont néanmoins dues au streptocoque du groupe A.

### Complications infectieuses, toxiques ou allergiques

#### Infectieuses
Les otites et sinusites représentent 40 à 50 % des cas, les autres pouvant être dues à des pneumocoques, haemophilus, klebsiellas, etc.).
Les bronchopneumonies sont relativement rares, sauf après grippe ou rougeole.
Les septicémies existent surtout dans la fièvre puerpérale.

#### Toxiques
- Scarlatine

#### Allergiques
Ce sont des affections post-streptococciques, survenant 15 à 25 jours après l'infection primaire, le streptocoque causal pouvant même avoir disparu.

##### Rhumatisme articulaire aigu(RAA)
Le RAA survient au décours d'environ 1 % des infections par le streptocoque bêta-hémolytique de type A. Mais, fait important, lorsqu'un individu a eu une atteinte de RAA, il aura 50 % de chances d'en refaire s'il subit une nouvelle infection streptococcique. De plus, la proportion d'atteintes cardiaques et leur gravité augmentent au cours des rechutes. C'est la raison pour laquelle tout convalescent de RAA doit subir une chimioprophylaxie (sulfamidés ou de préférence pénicilline orale tous les jours ou, mieux, pénicilline retard intramusculaire une fois par mois pendant un minimum de cinq ans et au moins jusqu'à l'âge de 18 ans).
Les hypothèses pathogéniques sont les suivantes :
- hypersensibilité à des produits d'origine streptococcique, antigènes (Ag) de leur membrane cytoplasmique. On remarque en effet chez ces patients des taux plus élevé d'anticorps (Ac) contre les antigènes streptococciques (notamment antistreptolysines) que chez les convalescents d'angines sans RAA.
- Auto-immunité: une certaine parenté antigénique existerait entre un antigène de streptocoques de type A et un antigène trouvé dans les membranes synoviales et le muscle cardiaque: ces organes seraient dès lors lésés par l'anticorps élaboré lors de l'infection streptococcique (« pseudo-auto-antigène »).
- Production par les streptocoques d'une "cardiotoxine".

##### Glomérulonéphriteaiguë (GNA)
La fréquence de cette complication est variable: nulle dans la majorité des épidémies, elle peut atteindre 10 % dans certaines d'entre elles. Ceci est dû au fait que seuls certains types de streptocoques sont « néphritogènes » : surtout les types A 12 et A 49 (qui se rencontrent surtout dans les streptococcies cutanées) et plus rarement les types A 4, A 25 et A 55. La GNA est aussi moins récidivante que le RAA.
L'auto-immunité est aussi invoquée comme mécanisme possible, basée cette fois sur une similitude entre un antigène du streptocoque A 12 et un antigène de la membrane basale des glomérules rénaux. Mais une autre hypothèse pathogènique est plus souvent invoquée: un complexe antigène streptococcique avec l'anticorps correspondant s'adsorbe facilement sur les cellules des membranes glomérulaires, entraînant avec lui du complément (ce qui explique la chute du complément sérique au cours de la GNA). Ces différents éléments (antigène streptococcique, immunoglobuline et complément) ont été retrouvés par immunofluorescence au niveau des glomérules atteints.

##### Érythème noueux
Complication apparemment allergique, relativement rare, pouvant résulter par ordre de fréquence, d'une streptococcie (plus ou moins 50 % des érythèmes noueux), d'une sarcoïdose, d'une tuberculose, d'une pasteurellose.

### Épidémiologie
Moins résistants dans le milieu extérieur que les staphylocoques, les streptocoques sont surtout disséminés par les particules de salive des malades et porteurs sains (rarement par des aliments contaminés). Ils sont par ailleurs restés généralement bien sensibles aux antibiotiques, et ne jouent dès lors que peu de rôle dans les infections hospitalières (où ils furent autrefois florissants, surtout dans les services de gynécologie et obstétrique). Mais si les portes d'entrée cutanées et génitales ont beaucoup diminué, les angines par contre ont gardé toute leur importance, en milieu scolaire surtout.

### Propriétés bactériologiques

#### Morphologie
Petits cocci de 0,5 à 1,0 micromètre, immobiles, rondes ou ovalaires, disposés en chaînettes (généralement plus longues et plus typiques dans les préparations faites à partir de milieux liquides). Ils n'ont généralement pas de capsule visible.

#### Culture
Les streptocoques sont aérobies - anaérobies, mais la majorité des souches pousse mieux en anaérobiose relative ou en atmosphère enrichie en CO2 (10 %). Quelques souches peuvent être anaérobies strictes (surtout celles que l'on trouve dans les abcès profonds, pulmonaires par exemple).
Quoique sans exigences nutritives particulières, ils croissent beaucoup mieux et plus vite sur des milieux enrichis de produits organiques (sang de cheval ou de mouton).
Catalase - (différenciation des staphylocoques)
L'aspect en bouillon est celui d'un dépôt finement granuleux tandis que, sur gélose, les streptocoques forment de petites colonies (de plus ou moins un mm) rondes et transparentes alpha, bêta ou gamma-hémolytiques sur gélose au sang.

#### Antigènes
La paroi des streptocoques possède 2 principaux antigènes:
- Un antigène polysaccharidique « C »   Celui-ci est présent sur la paroi et c'est sur celui-ci que se base la classification de Lancefield qui divise, d'après cet antigène, les streptocoques bêta-hémolytiques en type A, B, C jusqu'à R. Presque toutes les infections épidémiques sont dues au type A. Le type B, fréquent chez les bovidés, se rencontre chez l'homme dans les infections génitales (et peut, par le vagin, infecter le nouveau-né: méningites néonatales). Le type C est fréquent chez le cheval (gourme). Le type D représente en fait les entérocoques qui seront étudiés séparément. Les types ultérieurs existent chez des animaux divers et dans les produits laitiers. La détermination du type de Lancefield peut se faire par précipitation d'un extrait de culture au contact de l'anticorps spécifique (préparé chez le lapin) ou par immunofluorescence. Comme seul le type A est sensible à la bacitracine, l'ajout à la culture sur gélose d'un disque contenant 1 ou 2 unités de cet antibiotique permet de classer sommairement les souches en A et "non-A" (méthode de Maxted).

- Un antigène protéique « M »   Cet antigène permet de subdiviser les souches A en une cinquantaine de types selon la classification de Griffith : A 1, A 2… jusqu'à A 12.

La différenciation se fait également par précipitation d'extraits à l'aide de sérums spécifiques. Ce typage peut être intéressant au point de vue épidémiologique mais n'est guère entré dans la pratique courante. Il faut signaler que cet antigène M parait important au point de vue pathogène: seules les souches qui le possèdent sont virulentes, peut-être parce que cette protéine M inhibe la phagocytose.

#### Enzymesettoxines
Plus de 20 produits extracellulaires antigéniques ont été décrits.
- Les streptolysines S sont stables en présence d'oxygène (O2) et non antigéniques. Les streptolysines O sont antigéniques et neutralisées par oxydation.
- Les streptokinases contiennent la fibrinolysine qui agit en activant le plasminogène.
- La streptodornase détruit les acides nucléiques et liquéfie les exsudats visqueux.

Un mélange de streptokinase et de streptodornase peut être employé pour accélérer la résorption et la détersion de certains dépôts fibrino-purulents (pleurésies, ulcères variqueux, etc.).
L'hyaluronidase est, en décollant les cellules des unes des autres, un facteur de diffusion. Elle est également préparée commercialement pour faciliter la résorption d'injections assez volumineuses.
La toxine érythrogène de Dick, est responsable de la scarlatine. Pour qu'une infection streptococcique (généralement angine) se complique de scarlatine, 2 conditions sont nécessaires :
- la souche doit sécréter cette toxine, ce qui n'est pas le cas pour environ 1/3 des souches. Il semble que cette propriété dépende de la présence d'un bactériophage.
- le patient doit être sensible à cette toxine, ce qui peut se déterminer par la « réaction de Dick » : si l'on injecte dans le derme 0,1 cm3 d'un filtrat de culture d'un streptocoque scarlatinogène, il se produira chez le sujet sensible une rougeur de 5 à 10 mm de diamètre (microscarlatine) alors que chez le sujet résistant, l'anticorps conférant cette résistance neutralise la toxine. Cette résistance ne vaut que pour la toxine érythrogène : l'individu « Dick négatif » reste réceptif à l'infection streptococcique et à ses autres complications. C'est la raison pour laquelle on n'utilise pas la vaccination (théoriquement possible) contre cette toxine. La proportion de sujets résistants ("Dick négatifs") augmente avec l'âge et peut atteindre 50 à 70 % chez les adultes. Bon nombre de ces adultes immunisés n'ont aucun commémoratif de scarlatine: soit qu'ils aient subi une infection par un streptocoque sécrétant assez de toxine pour immuniser le sujet, mais trop peu pour provoquer l'érythème, soit qu'il existe des souches sécrétant un produit antigèniquement comparable à la toxine de Dick, mais non érythrogène. Quoi qu'il en soit, ces considérations permettent de comprendre qu'au cours d'une épidémie causée par une même souche, il y aura des cas d'angines simples, d'autres compliquées de scarlatine. On peut donc « attraper la scarlatine » au contact d'un sujet qui a une simple angine sans éruption. Il est dès lors logique de soumettre aux mêmes mesures de prophylaxie (éviction scolaire, etc.) les sujets atteints d'infection streptococcique, qu'ils aient ou non l'éruption scarlatineuse.

Il existe, par ailleurs, une réaction en quelque sorte inverse de la réaction de Dick : la réaction de Schulz-Charlton. Pour préciser la nature scarlatineuse d'une éruption (différenciation d'un "rash scarlatiniforme" d'origine médicamenteuse par exemple), on peut faire une injection intradermique d'anticorps neutralisant la toxine de Dick (sérum d'un individu Dick négatif) : il y aura un "effacement" de l'éruption autour du point d'inoculation s'il s'agit effectivement de scarlatine. (Les réactions de Schulz-Charlton et de Dick ne sont guère utilisées en pratique courante. Les réactifs nécessaires ne sont d'ailleurs plus trouvables dans le commerce).

### Méthodes de diagnostic

#### Examen microscopique
L'examen microscopique ne donne un diagnostic définitif que s'il s'agit d'un produit de ponction non contaminé par des germes commensaux. Il est toutefois toujours utile pour donner une première orientation: nombre de germes, présence ou non de flores associées (ce qui permet aussi de choisir les milieux de culture les plus appropriés). Il est nécessaire aussi dans les angines, pour ne pas passer à côté du diagnostic d'angine de Vincent.

#### Culture
La culture sur gélose au sang est nécessaire pour préciser le type alpha, bêta ou gamma-hémolytique du streptocoque en cause: de préférence une boite en aérobiose et une autre en anaérobiose ou sous CO2 généré par la flamme d'une bougie.
Pour le diagnostic d'endocardite infectieuse, il est souvent nécessaire de pratiquer plusieurs hémocultures (les germes n'étant disséminés dans le sang que par intermittence) et de prolonger la culture pendant 2 à 3 semaines avec adjonction éventuelle de pénicillinase si le malade est en traitement.

#### Réactions sérologiques
Elles n'interviennent que comme aide au diagnostic des affections post-streptococciques (RAA, GNA). On utilise surtout le dosage des antistreptolysines O ("ASLO"), un taux égal ou supérieur à 200 unités indiquant une infection streptococcique récente.

### Prophylaxie, immunité et traitement

#### Prophylaxie
Des mesures spéciales ne sont généralement envisagées qu'au cours des épidémies dues au streptocoque bêta-hémolytique de type A, surtout en milieu scolaire. Les enfants atteints sont soumis à l'éviction scolaire jusqu'à disparition des symptômes et pour un minimum de 40 jours ou moins à condition que deux recherches de streptocoques hémolytiques pratiquées à une semaine d'intervalle soient négatives. Les mêmes mesures sont appliquées aux contacts à domicile (frères et sœurs de l'enfant malade). Si malgré l'éviction des enfants malades, des cas continuent à se manifester, il peut être indiqué de dépister les porteurs de germes sains et de les écarter jusqu'à ce qu'un traitement les ait négativés.
On envisagera une chimioprophylaxie dans 2 genres de circonstances :
- convalescents de RAA,
- manipulations dentaires chez un patient cardiaque.

#### Immunité
La multiplicité des types antigéniques (particulièrement des protéines M) exclut la possibilité d'une vaccination préventive, qui ne pourrait d'ailleurs s'envisager qu'avec prudence, vu le rôle possible de l'hypersensibilité dans les affections post-streptococciques.
Une vaccinothérapie vis-à-vis de la flore des voies respiratoires (mélange de streptocoques, pneumocoques, staphylocoques, haemophilus) ou autovaccin réussit parfois à prévenir les exacerbations hivernales de bronchites chroniques. Le même type de vaccin mixte peut être utilisé pour la désensibilisation d'un asthmatique si l'on soupçonne sa flore microbienne d'être l'allergène responsable.

#### Traitement
Les streptocoques bêta-hémolytiques, tous bien sensibles à la pénicilline, ne posent guère de problèmes. Pour les patients hypersensibles à la pénicilline, on peut avoir recours aux macrolides ou aux sulfamidés (les streptocoques sont généralement résistants aux aminoglycosides employés seuls et quelques souches résistent aux tétracyclines).
Le traitement des endocardites est plus délicat, vu la grande dispersion des sensibilités des streptocoques alpha-hémolytiques et le mauvais apport de l'antibiotique in situ (quoiqu'elle baigne dans le sang, la végétation elle-même est très peu irriguée). C'est dans ces cas que l'on peut devoir administrer jusqu'à 20 à 40 millions d'unités par jour pendant 6 semaines. Il est utile de déterminer sur la souche isolée la CMI (concentration minimale inhibitrice) et la CMB de la pénicilline seule et en mélange avec de la streptomycine ou kanamycine : ces 2 antibiotiques sont des aminoglycosides. Il y a une synergie habituelle de l'action bactéricide. Il peut être utile aussi, pendant le traitement, de vérifier si le sang du patient acquiert une action inhibitrice et bactéricide sur sa propre souche.
Dans les pays de l'ex-Union soviétique, le traitement des streptocoques par phagothérapie est possible. Le médicament existe sous forme liquide ou en pulvérisateur (PhagyoSpray).

## Liste d'espèces

### Selon laLPSN
En avril 2021 les espèces suivantes sont recensées :
- Streptococcus pyogenes Rosenbach 1884 : espèce type de description du genre
- Streptococcus acidominimus Ayers & Mudge 1922
- Streptococcus agalactiae Lehmann & Neumann 1896 : reclassement de S. difficilis
- Streptococcus alactolyticus Farrow et al. 1985 : reclassement de S. intestinalis
- Streptococcus anginosus (Andrewes & Horder 1906) Smith & Sherman 1938
  - Streptococcus anginosus subsp. anginosus (Andrewes & Horder 1906) Jensen et al. 2013
  - Streptococcus anginosus subsp. whileyi Jensen et al. 2013
- Streptococcus australis Wilcox et al. 2001
- Streptococcus azizii Shewmaker et al. 2017
- Streptococcus bovimastidis de Vries et al. 2018
- Streptococcus caballi Milinovich et al. 2008
- Streptococcus caledonicus Foster et al. 2020
- Streptococcus cameli Kadri et al. 2015
- Streptococcus canis Devriese et al. 1986
- Streptococcus caprae Vela et al. 2016
- Streptococcus castoreus Lawson et al. 2005
- Streptococcus catagoni Mühldorfer et al. 2020
- Streptococcus caviae Palakawong Na Ayudthaya et al. 2017
- Streptococcus chenjunshii Tian et al. 2019
- Streptococcus constellatus (Prévot 1924) Holdeman & Moore 1974
- Streptococcus criceti corrig. Coykendall 1977
- Streptococcus cristatus corrig. Handley 1991 : reclassement de S. oligofermentans
- Streptococcus cuniculi Vela et al. 2014
- Streptococcus danieliae Clavel et al. 2013
- Streptococcus dentapri Takada et al. 2010
- Streptococcus dentasini Takada et al. 2013
- Streptococcus dentiloxodontae Shinozaki-Kuwahara et al. 2016
- Streptococcus dentirousetti Takada & Hirasawa 2008
- Streptococcus devriesi Collins et al. 2004
- Streptococcus didelphis Rurangirwa et al. 2000
- Streptococcus downei Whiley et al. 1988
- Streptococcus downii Martínez-Lamas et al. 2020
- Streptococcus dysgalactiae (ex Diernhofer 1932) Garvie et al. 1983
  - Streptococcus dysgalactiae subsp. dysgalactiae (Garvie et al. 1983) Vandamme et al. 1996
  - Streptococcus dysgalactiae subsp. equisimilis Vandamme et al. 1996
- Streptococcus entericus Vela et al. 2002
- Streptococcus equi Sand & Jensen 1888
  - Streptococcus equi subsp. equi (Sand & Jensen 1888) Farrow & Collins 1985
  - Streptococcus equi subsp. ruminatorum Fernández et al. 2004
  - Streptococcus equi subsp. zooepidemicus (ex Frost & Englebrecht 1936) Farrow & Collins 1985
- Streptococcus equinus Andrewes & Horder 1906 : reclassement de S. bovis
- Streptococcus ferus (ex Coykendall 1977) Coykendall 1983
- Streptococcus gallinaceus Collins et al. 2002
- Streptococcus gallolyticus Osawa et al. 1996 : reclassement de S. caprinus
  - Streptococcus gallolyticus subsp. gallolyticus (Osawa et al. 1996) Schlegel et al. 2003
  - Streptococcus gallolyticus subsp. macedonicus (Tsakalidou et al. 1998) Schlegel et al. 2003 : reclassement de S. macedonicus
  - Streptococcus gallolyticus subsp. pasteurianus (Poyart et al. 2002) Schlegel et al. 2003 : reclassement de S. pasteurianus
- Streptococcus gordonii Kilian et al. 1989
- Streptococcus halichoeri Lawson et al. 2004
- Streptococcus halotolerans Niu et al. 2016
- Streptococcus henryi Milinovich et al. 2008
- Streptococcus hillyeri McFadyen et al. 2019
- Streptococcus himalayensis Niu et al. 2017
- Streptococcus hongkongensis Lau et al. 2013
- Streptococcus hyointestinalis Devriese et al. 1988
- Streptococcus hyovaginalis Devriese et al. 1997
- Streptococcus ictaluri Shewmaker et al. 2007
- Streptococcus infantarius Schlegel et al. 2000
  - Streptococcus infantarius subsp. infantarius (Schlegel et al. 2000) Schlegel et al. 2003
  - Streptococcus infantarius subsp. coli Schlegel et al. 2003
- Streptococcus infantis Kawamura et al. 1998
- Streptococcus iniae Pier & Madin 1976 : reclassement de S. shiloi
- Streptococcus intermedius Prévot 1925
- Streptococcus lactarius Martin et al. 2011
- Streptococcus loxodontisalivarius Saito et al. 2014
- Streptococcus lutetiensis Poyart et al. 2002
- Streptococcus macacae Beighton et al. 1984
- Streptococcus marimammalium Lawson et al. 2005
- Streptococcus marmotae Niu et al. 2016
- Streptococcus massiliensis Glazunova et al. 2006
- Streptococcus merionis Tappe et al. 2009
- Streptococcus minor Vancanneyt et al. 2004
- Streptococcus mitis Andrewes and Horder 1906
- Streptococcus moroccensis Kadri et al. 2014
- Streptococcus mutans Clarke 1924
- Streptococcus oralis Bridge & Sneath 1982
  - Streptococcus oralis subsp. oralis (Bridge & Sneath 1982) Jensen et al. 2016
  - Streptococcus oralis subsp. tigurinus (Zbinden et al. 2012) Jensen et al. 2016 : reclassement de S. tigurinus
  - Streptococcus oralis subsp. dentisani (Camelo-Castillo et al. 2014) Jensen et al. 2016 : reclassement de S. dentisani
- Streptococcus oricebi Saito et al. 2016
- Streptococcus oriloxodontae Shinozaki-Kuwahara et al. 2014
- Streptococcus orisiani Takada et al. 2013
- Streptococcus orisratti Zhu et al. 2000
- Streptococcus orisuis Takada & Hirasawa 2007
- Streptococcus ovis Collins et al. 2001
- Streptococcus ovuberis Zamora et al. 2017
- Streptococcus panodentis Okamoto et al. 2016
- Streptococcus pantholopis Bai et al. 2016
- Streptococcus parasanguinis corrig. Whiley et al. 1990
- Streptococcus parasuis Nomoto et al. 2015
- Streptococcus parauberis Williams & Collins 1990
- Streptococcus penaeicida Morales-Covarrubias et al. 2018
- Streptococcus peroris Kawamura et al. 1998
- Streptococcus pharyngis Vela et al. 2015
- Streptococcus phocae Skaar et al. 1994
- Streptococcus plurianimalium Devriese et al. 1999
- Streptococcus plurextorum Vela et al. 2009
- Streptococcus pneumoniae (Klein 1884) Chester 1901
- Streptococcus porci Vela et al. 2010
- Streptococcus porcinus Collins et al. 1985
- Streptococcus porcorumVela et al. 2011
- Streptococcus pseudopneumoniae Arbique et al. 2005
- Streptococcus pseudoporcinus Bekal et al. 2007
- Streptococcus ratti corrig. Coykendall 1977
- Streptococcus respiraculi Niu et al. 2018
- Streptococcus rifensis Kadri et al. 2014
- Streptococcus rubneri Huch et al. 2013
- Streptococcus ruminantium Tohya et al. 2017
- Streptococcus rupicaprae Vela et al. 2011
- Streptococcus salivarius Andrewes & Horder 1906
  - Streptococcus salivarius subsp. salivarius (Andrewes and Horder 1906) Farrow and Collins 1984
  - Streptococcus salivarius subsp. thermophilus (Orla-Jensen 1919) Farrow and Collins 1984 : reclassement de S. thermophilus
- Streptococcus saliviloxodontae Saito et al. 2014
- Streptococcus sanguinis corrig. White & Niven 1946
- Streptococcus sinensis Woo et al. 2002
- Streptococcus sobrinus (ex Coykendall 1974) Coykendall 1983
- Streptococcus suis (ex Elliott 1966) Kilpper-Bälz & Schleifer 1987
- Streptococcus tangierensis Kadri et al. 2015
- Streptococcus thoraltensis Devriese et al. 1997
- Streptococcus troglodytae Okamoto et al. 2013
- Streptococcus troglodytidis Zhang et al. 2013
- Streptococcus uberis Diernhofer 1932
- Streptococcus urinalis Collins et al. 2000
- Streptococcus ursoris Shinozaki-Kuwahara et al. 2011
- Streptococcus vestibularis Whiley & Hardie 1988

Plusieurs espèces autrefois comptées parmi les Streptocoques ont été reclassées dans les Entérocoques :
- Enterococcus cecorum (Devriese et al. 1983) Williams et al. 1989 : reclassement de S. cecorum
- Enterococcus durans (ex Sherman & Wing 1937) Collins et al. 1984 : reclassement de S. durans
- Enterococcus faecalis (Andrewes & Horder 1906) Schleifer & Kilpper-Bälz 1984 : reclassement de S. faecalis
- Enterococcus faecium (Orla-Jensen 1919) Schleifer & Kilpper-Bälz 1984 : reclassement de S. faecium
- Enterococcus gallinarum (Bridge & Sneath 1982) Collins et al. 1984 : reclassement de S. gallinarum
- Enterococcus saccharolyticus (Farrow et al. 1985) Rodrigues & Collins 1991 : reclassement de S. saccharolyticus

Plusieurs autres espèces ont rejoint le genre Lactococcus :
- Lactococcus cremoris (Orla-Jensen 1919) Li et al. 2021 : reclassement de S. cremoris
- Lactococcus garvieae (Collins et al. 1984) Schleifer et al. 1986 : reclassement de S. garvieae
- Lactococcus lactis (Lister 1873) Schleifer et al. 1986 : reclassement de S. lactis
- Lacotoccus plantarum (Collins et al. 1984) Schleifer et al. 1986 : reclassement de S. plantarum
- Lactococcus raffinolactis Orla-Jensen & Hansen 1932 : reclassement de S. raffinolactis

D'autres ont été reclassées dans divers genres :
- Granulicatella adiacens (Bouvet et al. 1989) Collins & Lawson 2000 : reclassement de S. adjacens
- Abiotrophia defectiva (Bouvet et al. 1989) Kawamura et al. 1995 : reclassement de S. defectivus
- Blautia hansenii (Holdeman & Moore 1974) Liu et al. 2008 : reclassement de S. hansenii
- Gemella morbillorum (Prévot 1933) Kilpper-Bälz & Schleifer 1988 : reclassement de S. morbillorum
- Lancefieldella parvula (Weinberg et al. 1937) Nouioui et al. 2018 : reclassement de S. parvulus
- Faecalicoccus pleomorphus Barnes et al. 1979 : reclassement de S. pleomorphus